# یوسف انور
یوسف انور (عربی: يوسف أنور؛ زادهٔ ۲۵ اوت ۱۹۳۶)، ورزشکار بوکس اهل عراق است. او به نمایندگی از کشور عراق در بازی‌های المپیک تابستانی ۱۹۶۴ شرکت کرد.